# Creu del Noi Viudu
La Creu del Noi Viudu és una obra del municipi de Súria (Bages) inclosa en l'Inventari del Patrimoni Arquitectònic de Catalunya.

## Descripció
La creu és de ferro forjat amb la creuera ressaltada per un nimbe anul·lar i raigs de glòria als vèrtexs. Encastada en una base de pedra de dos blocs, el superior motllurat. A la part central del cos de pedra presenta la inscripció: «A la memòria del jove / Urbici Calmet Palau / que morí/ lo dia 9 de febrer de 1909». Aquesta inscripció no es llegeix molt bé.

## Història
Se sap que aquesta creu antigament estava ubicada a la cruïlla del carrer Roser amb la carretera del cementiri. Amb l'ampliació del carrer es va traslladar a l'emplaçament actual.
Es tracta d'una creu commemorativa aixecada en memòria d'Urbici Calmet, un noi que morí a causa d'un tret disparat per un guàrdia municipal, el seu pare. Sembla que, temps enrere, l'impost municipal per a l'ús de l'escorxador era una font d'ingressos molt important per a l'ajuntament, el qual cobrava per cada peça de bestiar mort. Amb la finalitat d'estalviar-se aquest impost i vendre la carn més econòmica, els animals eren sacrificats fora del municipi, entrada la nit. Urbici Calmet va morí d'un tret en no fer cas dels guàrdies que volien saber si passava carn clandestinament.